# Barva kyrka
Barva kyrka är en kyrkobyggnad i Barva i Strängnäs stift. Den är församlingskyrka i Kafjärdens församling i Eskilstuna.

## Kyrkobyggnaden
Vid 1000-talets slut fanns troligen en träkyrka i Barva. Vid 1100-talet påbörjades bygget av en stenkyrka. Under 1400-talet byggdes ett vapenhus vid långhusets sydvästra sida. Vid mitten av 1600-talet förlängdes kyrkan till sin nuvarande längd och försågs med en ny sakristia. Vid slutet av 1700-talet planerade man att förlänga kyrkan ytterligare. 1796 - 1797 uppfördes istället korsarmar åt norr och kyrkan fick därmed sin nuvarande korsform. Samtidigt förstorades sakristian och vapenhuset från 1400-talet revs. Kyrkorummets platta trätak ersattes med tunnvalv av trä. Den nuvarande interiören är resultatet av en genomgripande restaurering 1942.

## Klockstapel och klockor[1]
Klockstapeln står öster om kyrkan uppe på Barvaåsen. Utifrån utseendet är den svår att datera. Flöjeln på klockstapeln har årtalet 1664, vilket stämmer med omfattande arbeten som utfördes på klockstapeln. Det troliga är dock att det handlade om en reparation och att stapeln är äldre.
Storklockan är gjuten 1658 av Jöran Putenson i Stockholm och bekostades genom insamling i församlingen. Lillklockan omgöts i Stockholm 1829 och fick då inskriptionen : "Då Friherre H. Fleming och A. C. Wrede ägde Lindholm, Friherre C. A. Sack och J. W. Bennet Prostökna och Th. Doct. Gunnvald Widebeck var församlingskyrkoherde, blev denna klocka omgjuten i Stockholm av Samuel Ch. Grönwall." jämte versen: "Besök Guds helgedom, Lev tålig, vis och from, Och tänk på död och dom."

## Inventarier
- En dopfunt i ek är snidad 1942 av bildhuggaren Erik Sand i Strängnäs. Tillhörande dopfat av mässing är från 1600-talet.
- Dopfunten från 1100-talet var länge försvunnen men återfanns 2007 vid ett dräneringsarbete i en grusgång söder om kyrkan.
- Ett krucifix är från 1450-talet.
- Predikstolen i barockstil tillverkades på 1600-talet och målades 1683. Troligen är det den predikstol som 1654 skänktes från Jäders kyrka och som är tillverkad av mäster Mikael Rechners verkstad i Strängnäs. Predikstolen målades över 1909 men restaurerades 1942.

## Ljusredskap
Barva kyrka äger sex ljuskronor, två av malm som troligen är från 1600-talet. Två ljuskronor av mässing skänktes till kyrkan vid restaureringen 1909, en av kyrkoherden och en av komministern. Två gustavianska kristallkronor skänktes till kyrkan 1878 av kyrkvärden A. G. Berglund i Öknatorp. Runtomkring på väggarna finns trepipiga mässingsljusarmar med givarnas namn ingraverade. De skänktes av församlingsbor i samband med renoveringen 1909. Två äldre mässingslampetter från början av 1700-talet med blomsterdekor är placerade vid sidan av altaret. En ljusarm av malm med tre pipor från omkring 1600 är placerad aver sakristiingången. Två trepipiga mässingsljusarmar som sitter på var sida om det målade fönstret i norra korsarmen härrör från 1660- eller 1670-talet. På altaret finns ett par mässingsljusstakar med punsad dekor av bladsirater från tidigt 1700-tal. Kyrkan äger dessutom tre par tennljusstakar och två fyrkantiga ljusstakar i silver, tillverkade 1698 av guldsmeden J. U. Kichow i Stockholm.

## Textilier
Kyrkan har tidigare ägt rikt med äldre textilier skänkta av medlemmar ur släkterna Posse, Fleming, Sack och Celsing på Bergshammar och Lindholm, mycket har dock skattats åt förgängelsen. Två mässhakar från 1721 och 1737 restaurerades 1945 och tog därefter åter i bruk i kyrkan, ytterligare en svart sammetsmässhake med guldbroderier skänkt av Lars Gustaf von Celsing 1845 renoverades samtidigt. Två mässhakar i siden skänktes av den kyrkliga syföreningen till kyrkan 1940. Ett par antependier från Barva som donerats av Fleming på Lindholm kom att överföras till Strängnäs Domkyrkomuseum. I kyrkan finns även ett vitt kalkkläde i siden med broderier i guld, kantat med guldfrans, som enligt inventariet 1792 anges ha skänkts till kyrkan av en Demoiselle Åkerman. Det vita antependiet på altaret samt altarbrunet av handvävt italienskt siden, komponerat och sytt av Sigrid Sand i Strängnäs, skänktes till kyrkan av syföreningen 1942. Tre håvar finns, en i blått siden med galoner och tofs av guld och broderier i guld, silver och silke. Framtill finns en broderad sköld med initalerna IGD-PP-MB-1701, vilket visar att den skänkts av kyrkoherden i Jäder och Barva J. G. Doraeus och hans hustru Maria Bark 1701. En är av röd sidensarge med frans och tofs av guld skänkt omkring 1800 av Anna Margareta Sköldmark, änka efter komministern i Husby-Rekarne Karl Sköldmark och den tredje av svart sammet med galoner, frans och tofs av silver skänkt omkring 1800 av fröken Wedel på Lindholm.

## Kyrksilver
En båtformig dopskål i silver, förgylld invändigt och med volutformade handtag är skänkt av Christina Catharina Fleming 1709 och tillverkad samma år av guldsmeden Petter Henning i Stockholm. Av nattvardskärl finns en helförgylld kalk av silver med initialerna CPVS-CCDP-1664, vilka jämte alliansvapen i pass å foten syftar på givarna av ätterna Sack och Posse. Sockenbudstyget är i silver och förvaras i ett skinnklätt fodral. En oblatask med dekor av bladrankor och putti skänktes till kyrkan 1708 och är tillverkad av Henning Petri i Nyköping. Kyrkan har två vinkannor, den ena päronformad med inskriptionen "Friedrich Wudd A:o 1698" är tillverkad av guldsmeden Christian Henning i Stockholm samma år som den donerades. Donatorn härstammade från gården Strand i Jäders socken. Den andra vinkannan är också päronformad men i nysilver och av nyare tillverkning. Dessutom finns en vinkanna i tenn med en porträttmedaljong av Karl XIV Johan på locket.

## Böcker
Bland kyrkans böcker märks ett exemplar av handboken från 1548, Karl XII:s bibel från 1703 och nya testamentet tryckt i Åbo 1711. En psalmbok från 1582, i vilken fanns en tidigare okänd upplaga av Luthers lilla katekes på svenska, har från kyrkan överlämnats till Kungliga biblioteket.

### Orgel
- 1872 bygger Åkerman & Lund, Stockholm en orgel med 5 stämmor och en manual.
- Den nuvarande orgeln är tillverkad 1942 av Olof Hammarberg, Göteborg. Orgeln är pneumatisk och har 1 fri och 1 fast kombination.

| Huvudverk I        | Svällverk II      | Pedal      | Koppel   |
| Principal 8´       | Rörflöjt 8´       | Subbas 16´ | I/P      |
| Gedakt 8´          | Salicional 8´     |            | II/P     |
| Oktava 4´          | Gemshorn 4´       |            | II/I     |
| Rauschkvint 2 chor | Blockflöjt 2'     |            | I 4'/I   |
|                    | Nasat 1 1/3'      |            | II 16'/I |
|                    | Crescendosvällare |            |          |

## Bildgalleri

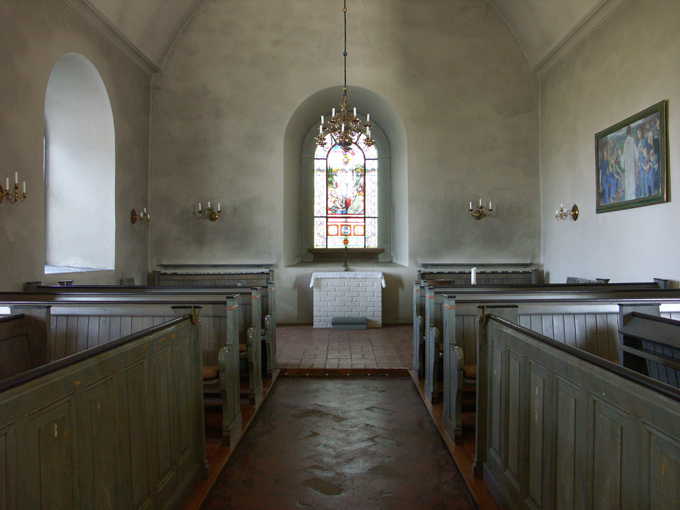
Norra korsarmen
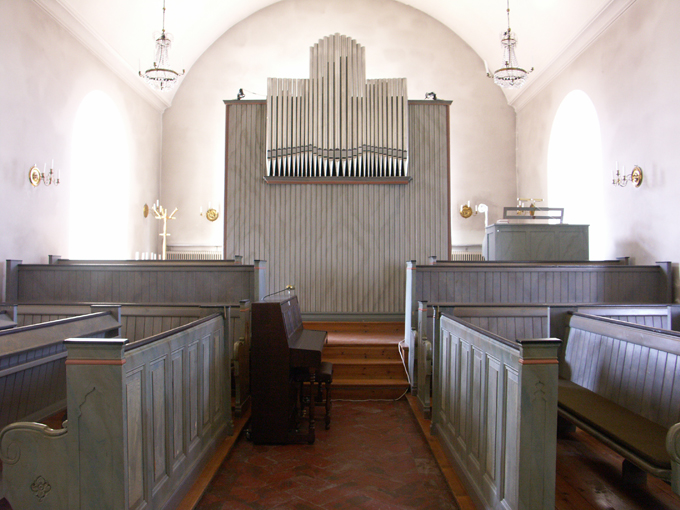
Södra korsarmen
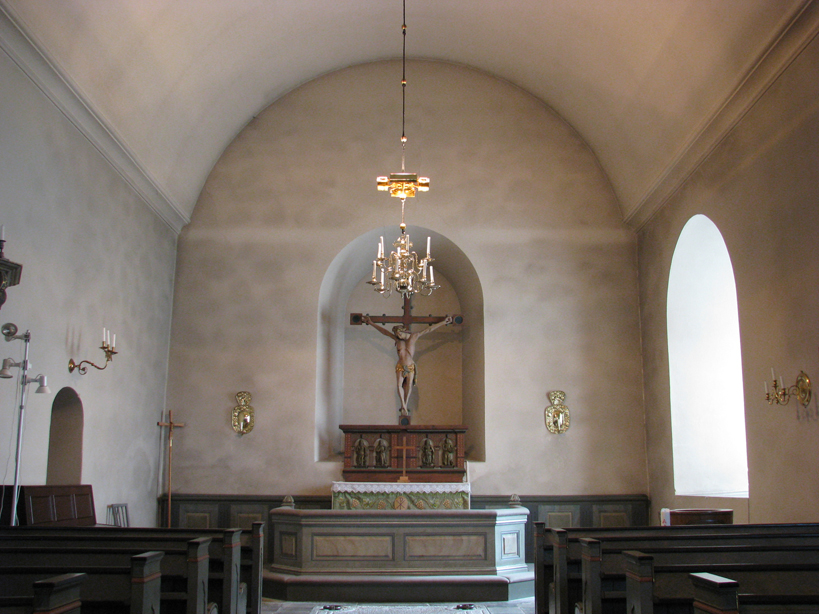
Koret
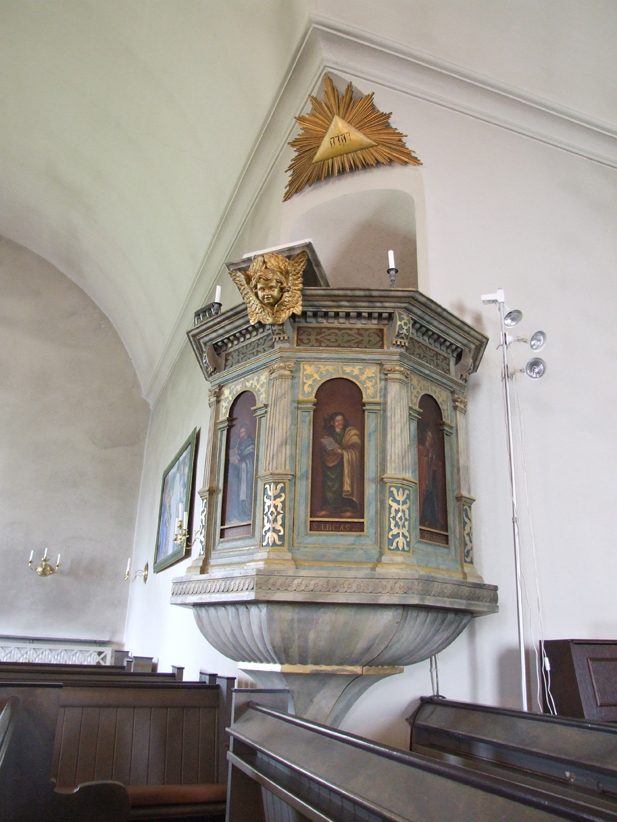
Predikstol
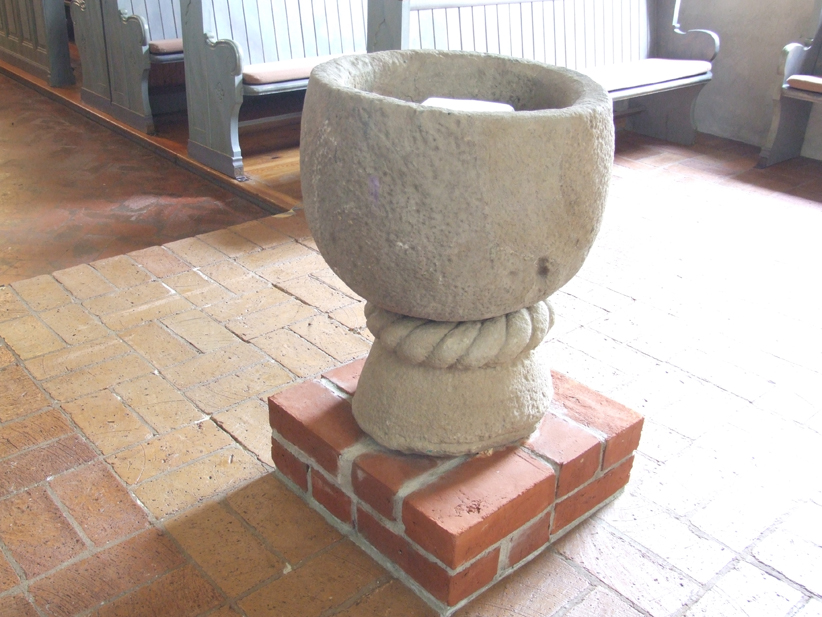
Dopfunt
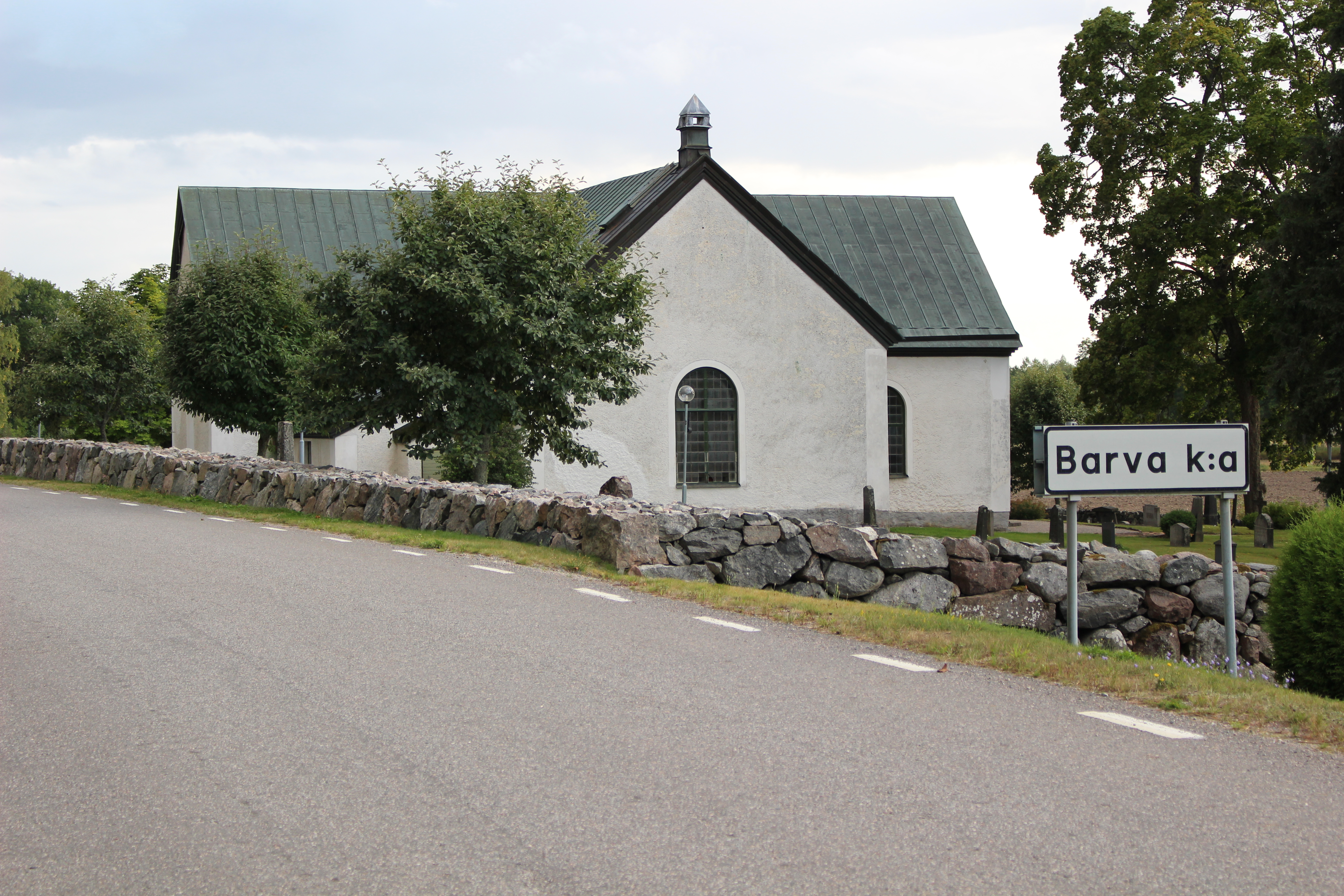
Kyrkan från norr
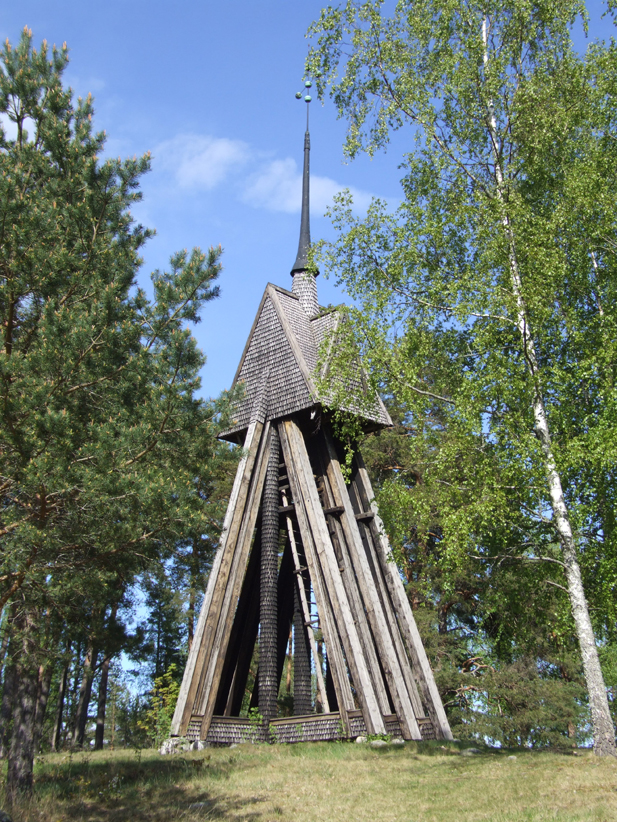
Klockstapeln